# Partito Popolare Italiano (1994)

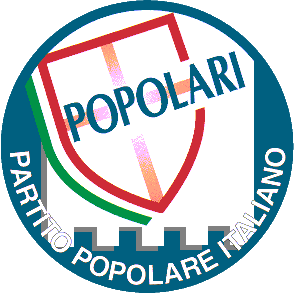
Logo der Partito Popolare Italiano im Jahr 1996

Die Partito Popolare Italiano (PPI, Italienische Volkspartei) war eine christdemokratische Partei in Italien, die von 1994 bis 2002 bestand.

## Geschichte
Die Partei ging aus dem Rumpf der nach 1945 dominanten Democrazia Cristiana hervor, nachdem diese infolge des Korruptionsskandals Tangentopoli massiv an Vertrauen verloren hatte und viele Mitglieder zu anderen Parteien gewechselt waren (u. a. La Rete, Patto Segni, Forza Italia, CCD). Die Umbenennung wurde am 22. Januar 1994 vollzogen und nahm Bezug auf die historische Partito Popolare Italiano, eine Vorläuferin der DC, die 1919 gegründet und 1926 vom faschistischen Regime verboten worden war. Erster Sekretär (entspricht etwa einem Vorsitzenden) der PPI war zunächst Mino Martinazzoli, der zuvor bereits Sekretär der DC gewesen war. Die Parteipräsidenten von CCD und PPI einigten sich auf eine Aufteilung des Vermögens der DC, nach der das CCD 15 % erhielt und die PPI den Rest „erbte“.
Bei der Parlamentswahl im März 1994, der ersten Wahl der „Zweiten Republik“, trat sie in einem Wahlbündnis mit dem Patto Segni unter der Bezeichnung Patto per l'Italia an, das sich in der Mitte zwischen dem Mitte-rechts-Lager Silvio Berlusconis und dem von dem postkommunistischen Linksdemokraten (PDS) geführten Mitte-links-Lager positionierte. Für die PPI wurden 11,1 % der Listenstimmen abgegeben (18,6 Prozentpunkte weniger als die DC im Jahr 1992). Das war den größte Stimmenverlust, den jemals eine Partei bei einer Wahl in Italien erlitt, und einer der größten Stimmenverluste einer Regierungspartei in einem westeuropäischen Land. Aufgrund des neuen Wahlrechts, nach dem nur noch ein Viertel der Sitze in der Camera dei deputati nach Verhältniswahlrecht, drei Viertel jedoch nach Mehrheitswahlrecht direkt an Wahlkreiskandidaten vergeben wurden, war die Auswirkung auf die parlamentarische Vertretung noch verheerender: Die PPI erhielt nur 33 der 630 Sitze in der Abgeordnetenkammer und 27 der 315 im Senat. Die PPI ging in Opposition zur Mitte-rechts-Regierung Berlusconi I. Nach der Wahl trat Martinazzoli als Sekretär zurück, sein Nachfolger wurde nach einer viermonatigen Übergangszeit Rocco Buttiglione. 
Nach dem Scheitern der ersten Regierung Berlusconis schloss sich die PPI im Frühjahr 1995 auf Initiative Romano Prodis mit anderen Parteien der politischen Mitte und gemäßigten Linken, darunter der aus der Kommunistischen Partei hervorgegangenen PDS, zum Bündnis L’Ulivo zusammen. Erstmals seit dem Historischen Kompromiss der 1970er-Jahre fanden also Christdemokraten und (ehemalige) Kommunisten im selben politischen Lager zusammen. Der konservative Flügel der PPI unter Rocco Buttiglione lehnte diese Verbindung jedoch ab und spaltete sich im Juli 1995 als Cristiani Democratici Uniti (CDU) von der Partei ab, um sich dem Mitte-rechts-Lager anzuschließen. Neuer Sekretär der PPI wurde Gerardo Bianco. Bei der vorgezogenen Neuwahl im April 1996 traten die Mitglieder der PPI auf der Liste Popolari per Prodi, die Bestandteil des Mitte-links-Bündnisses L’Ulivo war. Die Prodi-Liste kam zwar nur auf 6,8 % der Stimmen, dank des Wahlbündnisses erhielt die PPI aber 67 Sitze im Abgeordnetenhaus und 31 im Senat. In den anschließend gebildeten Mitte-links-Regierungen (Prodi I, D’Alema I und II sowie Amato II) erhielt die PPI jeweils drei bis vier Ministerien. Franco Marini, ehemals Generalsekretär der christlichen Gewerkschaft CISL, übernahm 1997 das Amt des Parteisekretärs. Bei der Europawahl 1999 stürzte die PPI abermals ab und erhielt nur noch 4,2 % der Stimmen. Anschließend wurde Marini als Sekretär durch Pierluigi Castagnetti abgelöst.
Wie schon bei den Regionalwahlen im Jahr 2000 trat die PPI bei der Parlamentswahl 2001 mit der Wahlliste La Margherita an, der neben ihr mehrere Kleinparteien der Mitte und linken Mitte angehörten: RI, I Democratici und UDEUR. Diese war wiederum Bestandteil der Mitte-links-Koalition L'Ulivo. Obwohl La Margherita mit 11,4 % der Stimmen deutlich stärker abschnitt als zuvor die Prodi-Liste, verlor das Mitte-links-Lager insgesamt die Wahl, und nur 43 PPI-Mitglieder zogen in die Abgeordnetenkammer, 19 in den Senat ein.
Am 24. März 2002 fusionierten PPI, RI und Democratici (nicht aber UDEUR) zur Partei Democrazia è Libertà – La Margherita. Die PPI hörte dadurch auf zu bestehen. La Margherita ging fünf Jahre später in der Partito Democratico auf, der die meisten ehemaligen PPI-Mitglieder seither angehören.

## Internationale Verbindungen
Wie ihre Vorläuferin DC war die PPI Mitglied der Christlich Demokratischen Internationale und der Europäischen Volkspartei.

## Wichtige Mitglieder
- Beniamino Andreatta, Außenminister (1993–94), Verteidigungsminister (1996–98)
- Rosy Bindi, Gesundheitsministerin (1996–2000)
- Rocco Buttiglione, Parteisekretär (1994–95)
- Lorenzo Dellai, Landeshauptmann des Trentino (1999–2012)
- Ciriaco De Mita, ehemaliger Ministerpräsident (1988–89); Europaabgeordneter (1999–2004)
- Dario Franceschini, stellvertretender Parteivorsitzender (1997–1999); wurde später Kulturminister (2014–18)
- Enrico Letta, Minister für europäische Gemeinschaftspolitik (1998–99), Wirtschaftsminister (1999–2001); wurde später Ministerpräsident (2013–14)
- Nicola Mancino, Präsident des Senats (1996–2001)
- Franco Marini, Parteisekretär (1997–99), Europaabgeordneter (1999–2004); wurde später Präsident des Senats (2006–08)
- Sergio Mattarella, stellvertretender Ministerpräsident (1998–99), Verteidigungsminister (1999–2001); wurde später Staatspräsident (seit 2015)
- Matteo Renzi, Provinzsekretär in Florenz (1999–2001); wurde später Ministerpräsident (2014–18)
- Rosa Russo Iervolino, Parteipräsidentin (1994); Bildungsministerin (1992–94), Innenministerin (1998–99); Bürgermeisterin von Neapel (2001–11)
- Patrizia Toia, Ministerin für europäische Gemeinschaftspolitik (1999–2000), Ministerin für Beziehungen zum Parlament (2000–01)